# Kophobelemnon irregulatus
Kophobelemnon irregulatus är en korallart som beskrevs av Keller, Pasternak och Nikolai Alexsandrovich Naumov 1975. Kophobelemnon irregulatus ingår i släktet Kophobelemnon och familjen Kophobelemnidae. Inga underarter finns listade i Catalogue of Life.